# Divinity (album)
Divinity – drugi album fińskiego zespołu powermetalowego Altaria, wydany w maju 2004 roku przez wytwórnię Metal Heaven.

## Twórcy
- Taage Laiho – śpiew
- Jani Liimatainen – gitary, instrumenty klawiszowe
- Marko Pukkila – gitara basowa
- Tony Smedjebacka – perkusja

## Lista utworów
1. "Unchain the Rain" – 3:43
2. "Will to Live" – 3:57
3. "Prophet of Pestilence" – 3:41
4. "Darkened Highlight" – 3:44
5. "Discovery" – 3:53
6. "Falling Again" – 4:14
7. "Divine" – 4:04
8. "Haven" – 3:41
9. "Try to Remember" – 3:39
10. "Stain on the Switchblade" – 3:28
11. "Enemy" – 4:16
12. "Final Warning" – 4:08